# Frans Peeters (politicus)
Frans Constant Clementina Peeters (Noorderwijk, 27 juni 1953) is een voormalig Belgisch voormalig politicus voor CVP en diens opvolger CD&V.

## Levensloop
Peeters is van opleiding industrieel ingenieur en schoolde zich via navorming om in managementstechnieken. Beroepshalve was hij actief in de automobielbranche en de reclamesector. Nadien was hij van 1989 tot 2005 actief als verzekeringsmakelaar.
Hij deed zijn intrede in de lokale politiek in januari 1989, nadat hij verkozen was als gemeenteraadslid bij de gemeenteraadsverkiezingen van oktober 1988. Van 1989 tot 1994 was hij tevens schepen van Financiën, Public Relations, Landbouw en Europese Aangelegenheden. In januari 1995 werd hij in opvolging van Maria Dams burgemeester van Geel. Hij behield dit mandaat na de verkiezingen van 2000 en 2006. In 2012 stelde hij zich niet meer verkiesbaar. Hij werd als burgemeester opgevolgd door Vera Celis.
Bij de derde rechtstreekse Vlaamse verkiezingen van 13 juni 2004 werd hij verkozen in de kieskring Antwerpen. Hij bleef Vlaams Parlementslid tot juni 2009. In het parlement was hij van 2004 tot 2009 ondervoorzitter van de commissie Openbare Werken, Mobiliteit en Energie. 